# Song Bum-keun
Song Bum-keun (kor. 송범근; * 15. Oktober 1997 in Sangju) ist ein südkoreanischer Fußballspieler.

## Karriere

### Verein
Song Bum-keun erlernte das Fußballspielen in den Schulmannschaften der Seoul Shinyongsan Elementary School und der Seoul Seil Middle School, in den Jugendmannschaften vom FC Cha Bum, den Suwon Samsung Bluewings sowie dem Sangju Sangmu FC und in der Universitätsmannschaft der Korea University. Seinen ersten Profivertrag unterschrieb der Torwart 2018 bei Jeonbuk Hyundai Motors. Das Fußballfranchise aus Jeonju spielte in der ersten Liga des Landes, der K League 1. 2018, 2019 und 2020 wurde er mit dem Verein südkoreanischer Meister. Den Korean FA Cup gewann er mit Jeonbuk 2020. Aus beiden Endspielen ging man als Sieger gegen Ulsan Hyundai hervor. Nach 167 Ligaspielen für Jeonbuk wechselte er im Januar 2023 nach Japan, wo er sich dem Erstligisten Shonan Bellmare anschloss. Nach zwei Spielzeiten, in denen er 44 Ligaspiele bestritt, kehrte er im Januar 2025 zu seinem ehemaligen Verein Jeonbuk Hyundai Motors zurück.

### Nationalmannschaft
Song Bum-keun spielte von 2015 bis 2017 siebenmal in der U20-Nationalmannschaft. Mit der Mannschaft nahm er an der U20-Weltmeisterschaft 2017 im eigenen Land teil. Hier schied man im Achtelfinale gegen Portugal aus. In der U22 kam er 2019 dreimal zum Einsatz. Mit der U23 spielte er 2018 in Indonesien bei den Asian Games. 2020 nahm er mit dem Team an der U23-Asienmeisterschaft in Thailand teil. Hier gewann Südkorea am 26. Januar 2020 in Bangkok das Endspiel gegen Saudi-Arabien mit 1:0 nach Verlängerung.

## Erfolge

### Verein
Jeonbuk Hyundai Motors
- Südkoreanischer Meister: 2018, 2019, 2020
- Südkoreanischer FA-Cup-Sieger: 2020

### Nationalmannschaft
Südkorea U23
- U-23-Fußball-Asienmeisterschaft: 2020